# ريكاردو سوتيل
ريكاردو سوتيل (مواليد 3 يونيو 1999) هو لاعب كرة قدم إيطالي يلعب في مركز الجناح في نادي فيورنتينا.

## روابط خارجية
- ريكاردو سوتيل على موقع الاتحاد الأوربي (الإنجليزية)
- ريكاردو سوتيل على موقع قاعدة بيانات كرة القدم.إي يو (الإنجليزية)
- ريكاردو سوتيل على موقع Soccerway.com (الإنجليزية)
- ريكاردو سوتيل على موقع عالم كرة القدم.نت (الإنجليزية)